# Terminalia oryzetorum
Terminalia oryzetorum är en tvåhjärtbladig växtart som beskrevs av William Grant Craib. Terminalia oryzetorum ingår i släktet Terminalia och familjen Combretaceae. Inga underarter finns listade i Catalogue of Life.